# Noiraigue (Areuse)
Die Noiraigue ist ein etwa 700 Meter langer linker Zufluss der Areuse im  schweizerischen Jura im Kanton Neuenburg. 

## Name
Der Name rührt vom lateinischen Nigra aqua (dt. schwarzes Wasser) her.

## Geographie

### Quelle

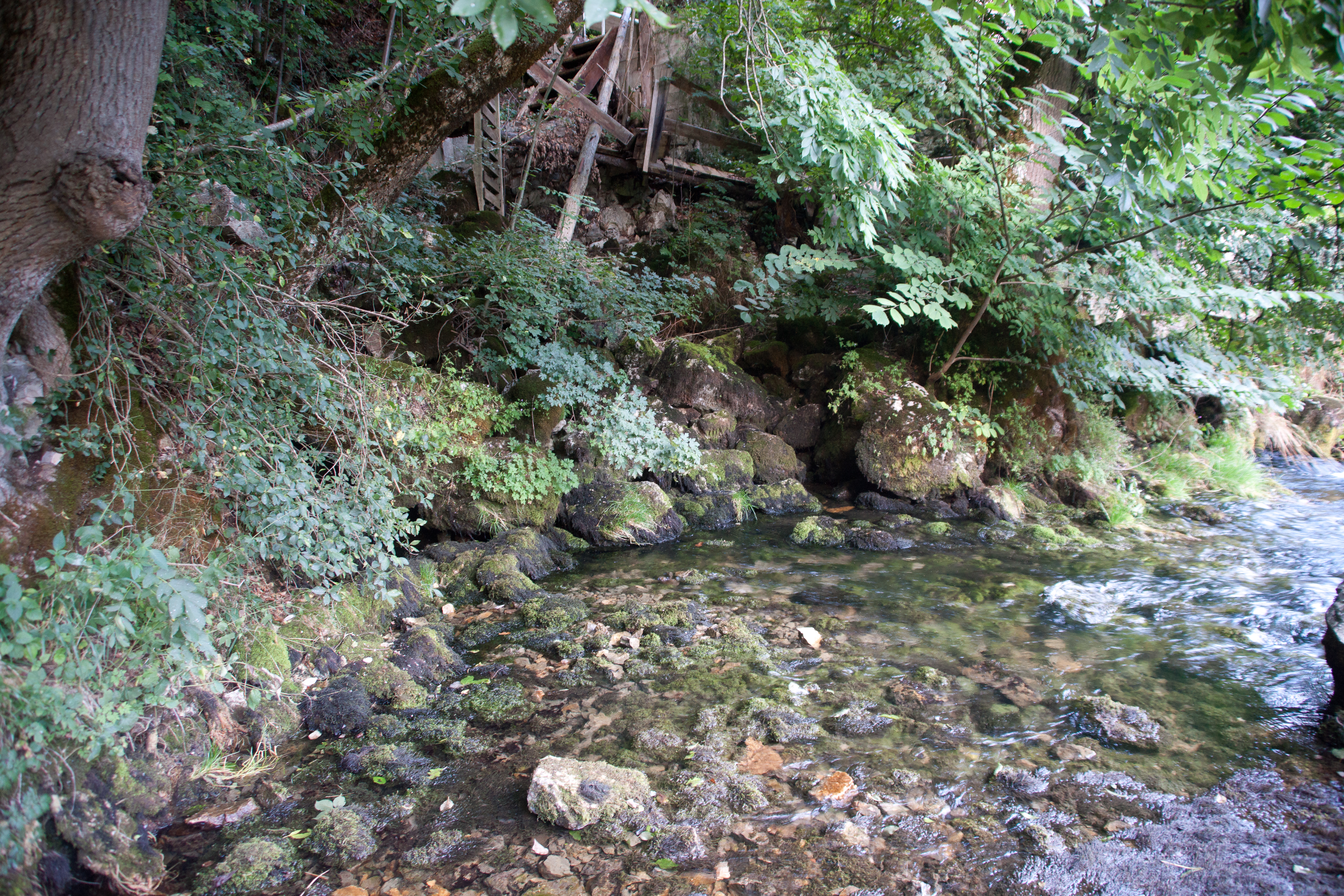
Die Karstquelle der Noiraigue

Der Bach entspringt der Source de la Noiraigue (dt. Quelle der Noiraigue) am nördlichen Ortsrand von Noiraigue. Das Quellwasser dieser Karstquelle stammt vom im Hochtal von Les Ponts-de-Martel versickernden Fluss Bied.

### Verlauf

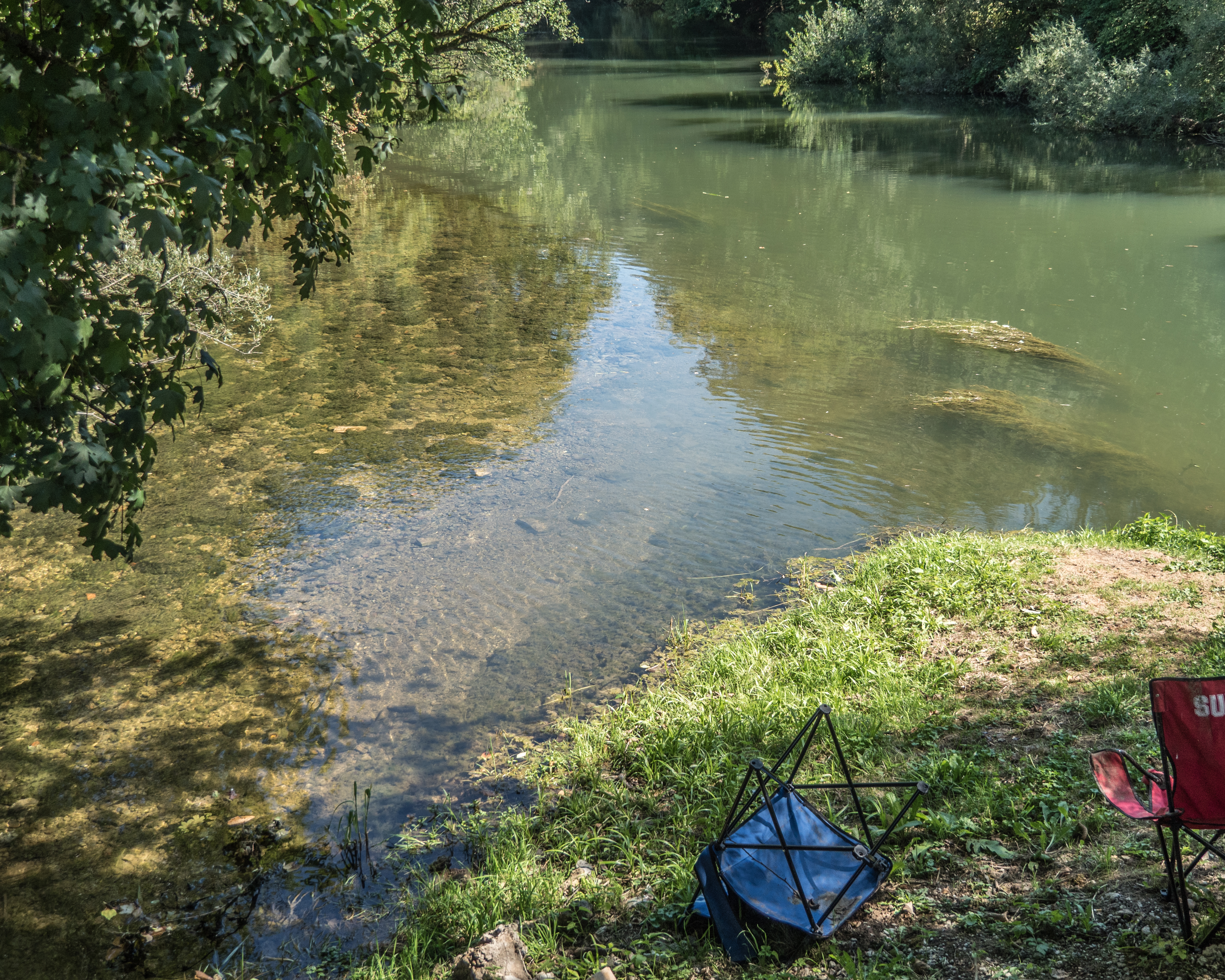
Noiraigue Mündung von links in die Areuse

Die Noiraigue verläuft von ihrer Quelle aus in südliche Richtung, nimmt nach rund 150 Metern im Ort von links her Wasser aus zwei weiteren kleinen Karstquellen auf und  mündet nach dem Unterqueren einer  Bahnstrecke in die Areuse.

### Zuflüsse
- L'Epinette (links)
- La Libarde (links)
- Le Routenin (links)